# Breadfruit Oil-Down

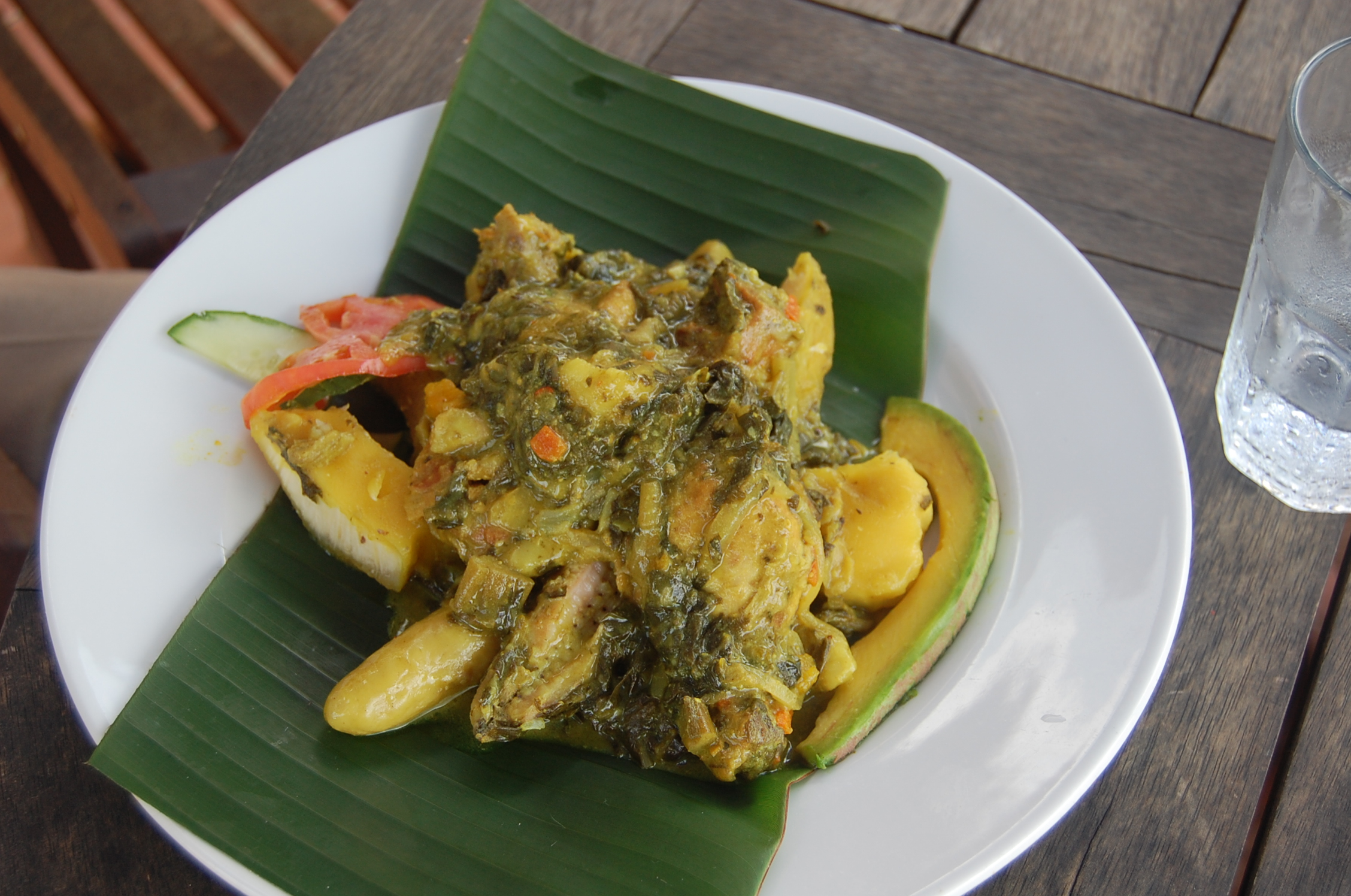
Breadfruit Oil-Down

Breadfruit Oil-Down ist ein Currygericht der englischsprachigen südlichen Karibik und insbesondere in Trinidad und Tobago, Grenada und Barbados verbreitet.

## Etymologie und Geschichte
Das Gericht geht auf afrikanischstämmige Sklaven zurück. Der Brotfruchtbaum („breadfruit“) war ab 1793 von William Bligh in der Karibik als günstige und nahrhafte Selbstverpflegungsmöglichkeit für Plantagensklaven eingeführt worden. Der Namensbestandteil „Oil-Down“ bezeichnet die Zubereitungsmethode, Zutaten in Kokosmilch so lange köcheln zu lassen, bis die Milch bis auf einen kleinen Ölrest verkocht ist. Eine frühe schriftliche Zubereitungsanleitung findet sich im Handbook of Trinidad Cookery von 1907. In Grenada gilt es als Nationalgericht. Dort wird es ohne Erwähnung der Hauptzutat nur Oil-Down genannt.

## Zubereitung
Das Gericht enthält neben Brotfrucht und Kokosmilch Zwiebeln, Knoblauch, Thymian sowie milde Chilis (pimiento pepper) für den Geschmack und scharfe Chilis (häufig Scotch Bonnet) für die Schärfe. Häufig eingesetzte weitere Zutaten sind die Blätter der Taro-Pflanze (dasheen leaves) und Frühlingszwiebeln; zahlreiche andere Gemüse, Kräuter und Gewürze werden nach persönlichem Geschmack eingesetzt. Alle Zutaten werden, wenn nötig, in mundgerechte Stücke geschnitten. Einige Gemüse und Kräuter werden angebraten. Anschließend wird die Kokosmilch eingerührt und zum Kochen gebracht, dann werden die restlichen Zutaten zugegeben. In einigen Rezepten werden die zurechtgeschnittenen Zutaten einfach nacheinander in einen Topf gegeben. Die anschließende Kochzeit beträgt 30–45 Minuten.
Die Zugabe von Fleisch oder Fisch ist optional. Historisch standen Sklaven wenn, dann nur minderwertige Fleischteile wie Schweinefüße oder -schwanz zur Verfügung. Die optionale Verwendung von Schweinefüßen für Breadfruit Oil-Down hat sich nach dem Ende der Sklaverei gehalten, heutzutage werden aber auch höherwertige Fleischteile verschiedener Tiere oder Fisch verwendet. Das Fleisch bzw. der Fisch wird in der Regel vorgekocht, speziell wenn es sich um minderwertige Teile handelt, die eine lange Kochzeit benötigen, um zart zu werden. Fleisch wird dann nochmals mit dem Gericht aufgekocht, Fisch hingegen erst am Ende dazugegeben. Für Grenada ist die Zugabe von Mehlklößchen typisch. An Stelle der Brotfrucht kann alternativ Maniok verwendet werden.